# Raadhuis van Sloten

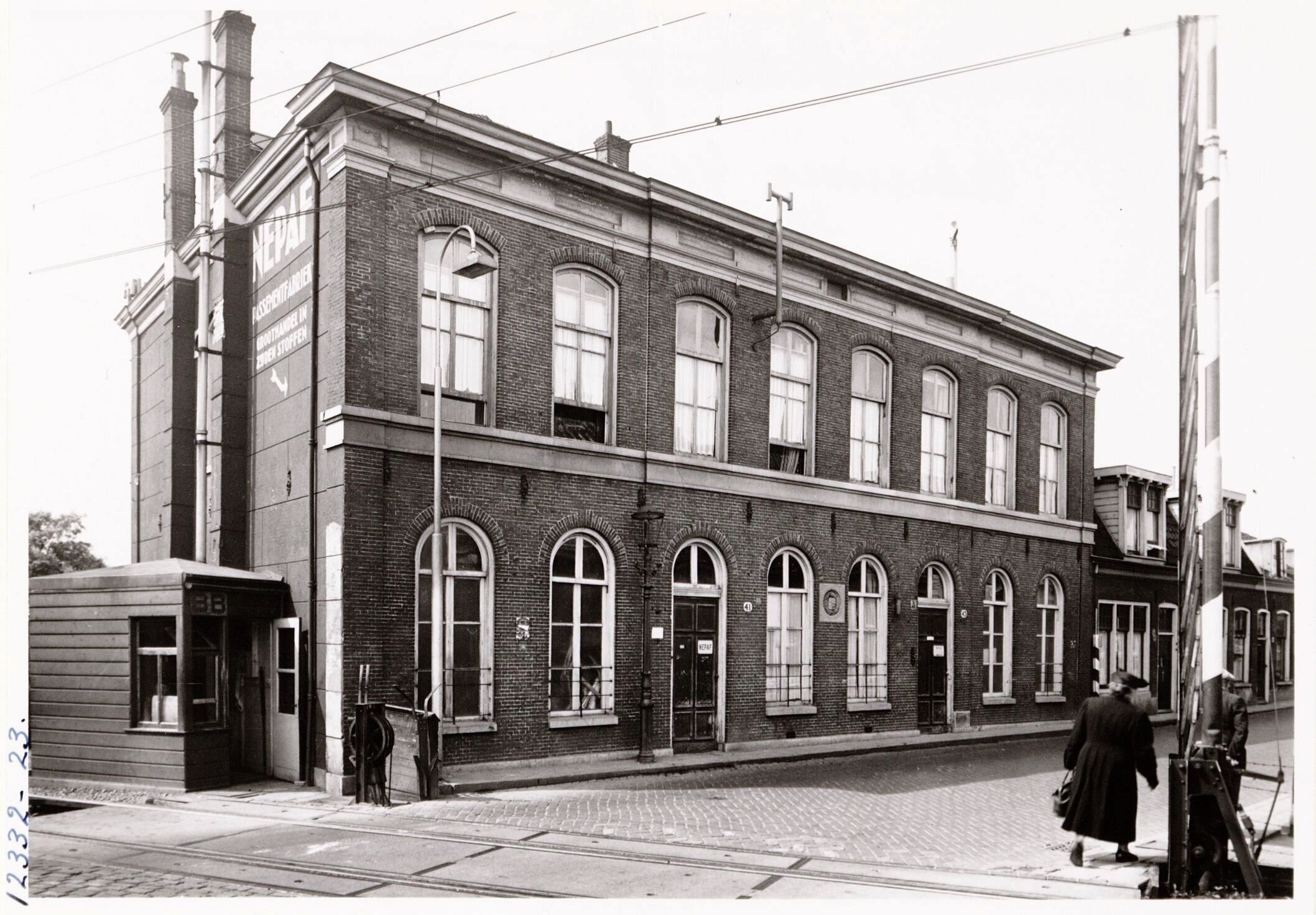
Het voormalige Raadhuis van de gemeente Sloten aan de Velserweg 41-43 te Sloterdijk; 13 juni 1956.

Het Raadhuis van Sloten was gelegen aan de Dorpsstraat in het dorp Sloterdijk en was het gemeentehuis van de Noord-Hollandse voormalige gemeente Sloten die bestond van 1816 tot 1921.

## Geschiedenis
In 1816 werd Sloten een zelfstandige gemeente. Deze telde in 1840 ruim tweeduizend inwoners. Alhoewel het dorp Sloten met 325 inwoners naamgever van de gemeente was, waren er meer inwoners in de overige kernen. De Overtoomse Buurt telde 841, Sloterdijk 583 en de De Baarsjes 341 inwoners. Het raadhuis stond in de een na grootste plaats, Sloterdijk. Het raadhuis bevond zich aan de westzijde van de Dorpsstraat (sinds 1938 Velserweg 41-43) vlak naast de toenmalige spoorwegovergang en tegenover de nu nog resterende bebouwing van het dorp met de Petruskerk. Van 1890 tot 1905 lag naast het raadhuis de halte Sloterdijk aan de spoorlijn Amsterdam - Haarlem.

### Gebouw
Wanneer het raadhuis precies werd gebouwd is niet bekend. Het gebouw had een verdieping met koepel en telde acht ramen aan de voorzijde. De benedenverdieping telde zes ramen en een tweetal toegangsdeuren en aan de achterzijde ook zes ramen en één toegangsdeur. Het gebouw had de gebruikelijke voorzieningen voor een gemeentehuis zoals raadzaal, trouwzaal, publieksruimte, kantoren en archieven. Waarschijnlijk dateerde dit gebouw van na de grote brand in 1859.
In 1840 werd door de toenmalige burgemeester P.J. Schuijt op zolder van de woning van zijn vader, bij wie hij nog inwoonde, het gemeentearchief ingericht op kosten van de gemeente. Op 14 juni 1859 brak brand uit in het huis naast de burgemeesterswoning. De brand sloeg over op de huizen in de buurt en een groot deel van het dorp werd verwoest. In de jaren na 1860 werd het dorp herbouwd. Een groot deel van het archief verbrandde hierbij maar de burgemeester wist met hulp het merendeel der belangrijkste stukken van de secretarie en het gemeentearchief te redden. Het archief kwam daarna in een grote droge kast geplaatst tegen de zuidgevel. In 1899 besloten burgemeester en wethouders een archiefkast aan te schaffen die in een der zijwanden van de raadzaal werd geplaatst. Deze situatie was onbevredigend waarna in 1906 werd besloten de raadzaal te verbouwen en in 1909 werd door de raad besloten de voorkamer en keuken van de secretariswoning te verbouwen tot archief.

#### Ambtswoning

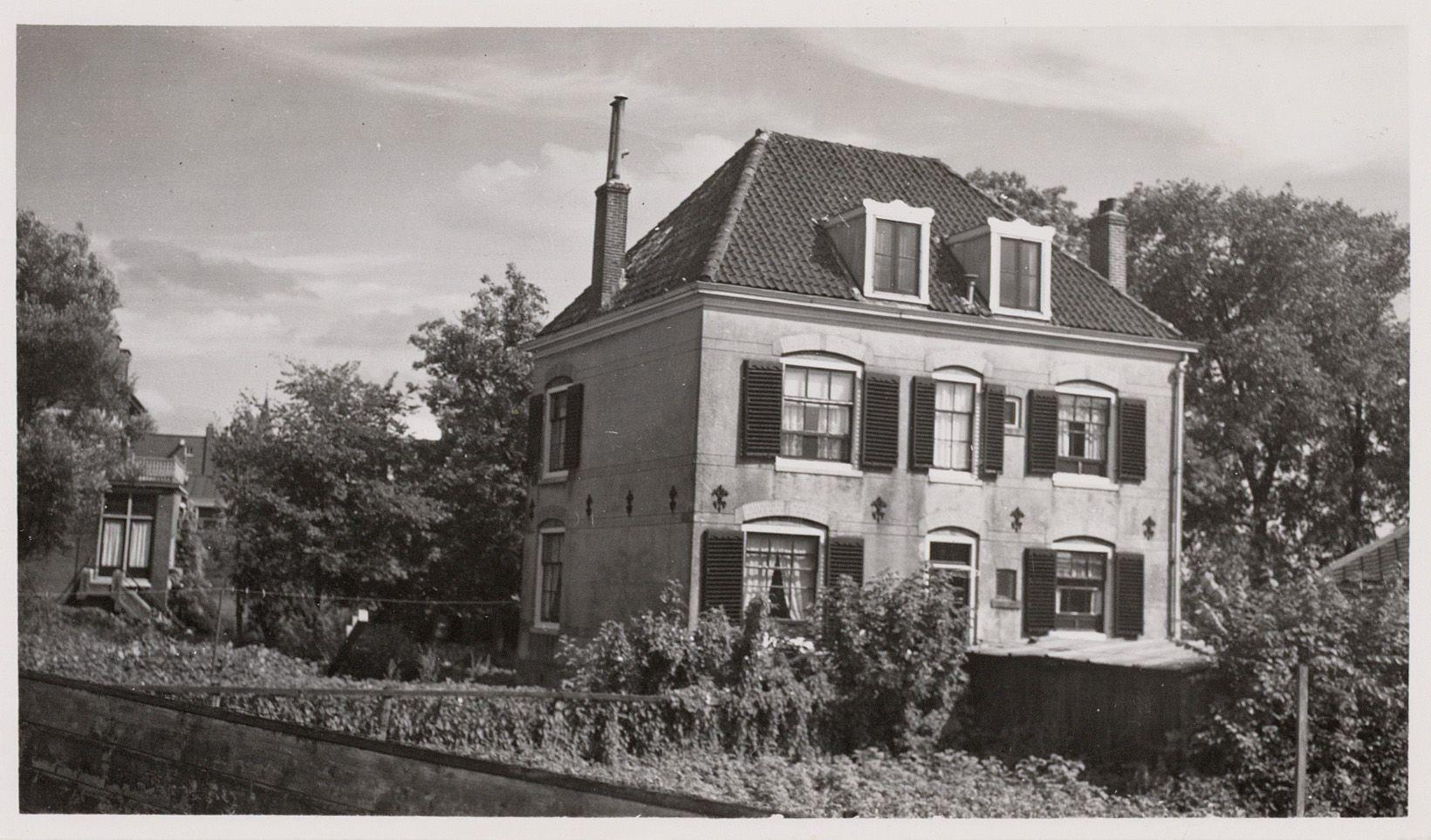
Hofstede Meer en Vaart, ambtswoning van de burgemeester.

Na het afbranden van de burgemeesterswoning kwam de ambtswoning van de burgemeester in de voormalige boerenhofstede "Meer en Vaart" aan de Sloterdijkermeerweg nabij de Haarlemmerweg bij Sloterdijk. De boerenhofstede werd afgebroken in de jaren veertig voor de bouw van de wijk Bos en Lommer.

### Annexatie
Door Amsterdam werd gepoogd de gehele gemeente te annexeren, ondanks fel verzet van de bewoners en de laatste in 1909 aangetreden burgemeester Anthon Hendrik Pieter Karel van Suchtelen van de Haare. Zijn wethouder Willem Hendrik de Buisonjé speelde hierin een dubieuze rol door als Tweede Kamerlid voor de liberale Economische Bond te zeggen dat de bewoners van Sloten voor de annexatie waren.
Het mocht echter niet meer baten en op 1 januari 1921 werd Sloten door Amsterdam geannexeerd. De burgemeester en de raad waren op 31 december 1920 voor het laatst bijeen maar de wethouder ontbrak. Van Suchtelen kreeg eervol ontslag op 51-jarige leeftijd. Het raadhuis werd tot 1942 een hulpsecretariaat van de gemeente Amsterdam en de Amsterdamse burgemeester Willem de Vlugt was voortaan de burgemeester.

### Afstoting en sloop
De gemeente Amsterdam stootte het gebouw af, waarna het in gebruik kwam bij de Nederlandse Passementfabriek (NEPAF), een groothandel in zijden stoffen. Voor de bouw van het nieuwe voorstadsstation Sloterdijk werd in 1955 een groot deel van het dorp gesloopt. Het nieuwe station werd geopend op 3 juni 1956. Ook werd de overweg verbreed waarvoor in 1957 de bebouwing ten noorden van de spoorlijn deels werd afgebroken. Toen werd ook het vroegere raadhuis gesloopt. De rest van de bebouwing ten westen van de Velserweg werd in 1962 gesloopt voor de aanleg van de Einsteinweg.
De gevelsteen aan de voorzijde van het pand met het wapen van Sloten werd echter gered en ingemetseld in het gemaalgebouw van de Akersluis, bij de grens van Sloten en Osdorp (De Aker). De steen werd later ter vergroting van de zichtbaarheid van kleuren voorzien.